# Línea N14 (EMT Madrid)
La línea N14 de la empresa municipal de autobuses de Madrid es una línea nocturna que conecta la Plaza de Cibeles con Villaverde Alto. Su recorrido es en gran parte similar al que realizan las líneas diurnas 18 y 22.

## Características
La línea, al igual que todas las líneas nocturnas de Madrid de la red de búhos, empieza su camino en la plaza de Cibeles y sus horarios de salida de la misma coinciden con los de otras líneas para permitir el transbordo. Esta línea circula hasta Villaverde Alto.

## Horarios
| Domingos a jueves y festivos           |                           |                           |                           |                           |                           |                           |                           |                           |                           |                           |                           |                           |                           |                           |                           |
| Cibeles > Villaverde Alto              | Cibeles > Villaverde Alto | Cibeles > Villaverde Alto | Cibeles > Villaverde Alto | Cibeles > Villaverde Alto | Cibeles > Villaverde Alto | Cibeles > Villaverde Alto | Cibeles > Villaverde Alto | Villaverde Alto > Cibeles | Villaverde Alto > Cibeles | Villaverde Alto > Cibeles | Villaverde Alto > Cibeles | Villaverde Alto > Cibeles | Villaverde Alto > Cibeles | Villaverde Alto > Cibeles | Villaverde Alto > Cibeles |
| 00                                     | 01                        | 02                        | 03                        | 04                        | 05                        | 06                        | 07                        | 23                        | 00                        | 01                        | 02                        | 03                        | 04                        | 05                        | 06                        |
| 00 35                                  | 10 45                     | 20 55                     | 30                        | 05 40                     | 15                        |                           |                           | 40                        | 15 50                     | 25                        | 00 35                     | 10 45                     | 20                        | 00 45                     |                           |
| Viernes, sábados y vísperas de festivo |                           |                           |                           |                           |                           |                           |                           |                           |                           |                           |                           |                           |                           |                           |                           |
| Cibeles > Villaverde Alto              | Cibeles > Villaverde Alto | Cibeles > Villaverde Alto | Cibeles > Villaverde Alto | Cibeles > Villaverde Alto | Cibeles > Villaverde Alto | Cibeles > Villaverde Alto | Cibeles > Villaverde Alto | Villaverde Alto > Cibeles | Villaverde Alto > Cibeles | Villaverde Alto > Cibeles | Villaverde Alto > Cibeles | Villaverde Alto > Cibeles | Villaverde Alto > Cibeles | Villaverde Alto > Cibeles | Villaverde Alto > Cibeles |
| 00                                     | 01                        | 02                        | 03                        | 04                        | 05                        | 06                        | 07                        | 23                        | 00                        | 01                        | 02                        | 03                        | 04                        | 05                        | 06                        |
| 00 20 40                               | 00 15 30 45               | 00 15 30 45               | 00 15 30 45               | 00 15 30 45               | 00 20 45                  | 15                        | 00                        | 30 55                     | 20 40                     | 00 20 35 50               | 05 20 35 50               | 05 20 35 50               | 05 20 35 50               | 10 30 50                  | 15                        |
| Sólo sábados y vísperas de festivo     |                           |                           |                           |                           |                           |                           |                           |                           |                           |                           |                           |                           |                           |                           |                           |

## Recorrido y paradas

### Sentido Villaverde Alto
| Código | Parada                                   | Común con                          | Conexiones con Metro y Cercanías | Otros |
| ------ | ---------------------------------------- | ---------------------------------- | -------------------------------- | --- |
| 76     | BANCO DE ESPAÑA                          | N13                                | Banco de España                  | Líneas N1, N2, N3, N4, N5, N6, N7, N8, N9, N10, N11, N12, N13, N14, N15, N16, N17, N18, N19, N20, N21, N22, N23, N24, N25, N26 y Exprés Aeropuerto (N27) |
| 77     | Neptuno                                  | N9 N10 N11 N12 N13 N15 N17 N25 N26 |                                  | |
| 79     | Museo del Prado-Jardín Botánico          | N9 N10 N11 N12 N13 N15 N17 N25 N26 |                                  | |
| 81     | Prado-Atocha                             | N9 N10 N11 N12 N13 N15 N17 N25 N26 | Estación del Arte                | |
| 1167   | Reina Sofía                              |                                    |                                  | NC1 NC2 |
| 1926   | Palos de la Frontera                     |                                    | Palos de la Frontera             | |
| 1927   | Santa María de la Cabeza                 | 463 N801 N805 N806 N807            |                                  | |
| 1931   | Jaime El Conquistador-Embajadores        |                                    |                                  | |
| 1933   | Jaime El Conquistador                    |                                    |                                  | |
| 1122   | Casa del Reloj                           | N12                                |                                  | |
| 1124   | Legazpi-Matadero                         | N12                                | Legazpi                          | Líneas N12, N13 y N14 |
| 5718   | Glorieta de Cádiz                        | N13 N401 N402                      |                                  | |
| 5719   | Almendrales                              | N13                                | Almendrales                      | |
| 5720   | Avenida de Córdoba                       | N13                                |                                  | |
| 1132   | Hospital 12 de Octubre                   | N13 N401 N402                      | Hospital 12 de Octubre           | |
| 1135   | San Fermín-Orcasur                       | N13 N401 N402                      | San Fermín-Orcasur               | |
| 1137   | Avenida de Andalucía-Avenida los Rosales | N13                                |                                  | |
| 1139   | Verbena de la Paloma-La Chulapona        |                                    |                                  | |
| 1143   | Bohemios-La del Manojo de Rosas          |                                    |                                  | |
| 1145   | La del Manojo de Rosas-Anoeta            |                                    |                                  | |
| 1189   | Virgen de los Desamparados-Totanes       |                                    |                                  | |
| 1191   | Alcocer-Paseo Talleres                   |                                    |                                  | |
| 1193   | Puente Alcocer                           |                                    | Puente Alcocer                   | |
| 1195   | Junta Municipal Villaverde               |                                    |                                  | |
| 1196   | Villaverde Alto                          |                                    |                                  | |
| 2179   | Alberto Palacios-Aladierna               |                                    |                                  | |
| 2181   | Alberto Palacios-Juan Peñalver           |                                    |                                  | |
| 2857   | Astillero                                |                                    |                                  | |
| 3901   | Villaverde Alto Cercanías                |                                    | Villaverde Alto                  | |
| 2852   | Domingo Párraga-Real de Pinto            |                                    |                                  | |
| 2848   | VILLAVERDE ALTO (C/ Resina)              |                                    |                                  | |

### Sentido Plaza de Cibeles
| Código | Parada                                   | Común con                          | Conexiones con Metro y Cercanías | Otros |
| ------ | ---------------------------------------- | ---------------------------------- | -------------------------------- | --- |
| 2848   | VILLAVERDE ALTO (C/ Resina)              |                                    |                                  | |
| 2851   | Domingo Párraga-Real de Pinto            |                                    |                                  | |
| 3900   | Villaverde Alto Cercanías                |                                    | Villaverde Alto                  | |
| 2856   | Astilleros                               |                                    |                                  | |
| 5211   | Alberto Palacios-Ferroviarios            |                                    |                                  | |
| 5214   | Ferroviarios                             |                                    |                                  | |
| 2813   | Villalonso-Puebla de Sanabria            |                                    |                                  | |
| 2811   | Junta Municipal Villaverde               |                                    |                                  | |
| 1194   | Puente Alcocer                           |                                    | Puente Alcocer                   | |
| 1192   | Alcocer-Paseo Talleres                   |                                    |                                  | |
| 1190   | Virgen de los Desamparados-Totanes       |                                    |                                  | |
| 1146   | Anoeta-Arechavaleta                      |                                    |                                  | |
| 1147   | Alegría de la Huerta-Anoeta              |                                    |                                  | |
| 1148   | Alegría de la Huerta-Bohemios            |                                    |                                  | |
| 1140   | Verbena de la Paloma-La Chulapona        |                                    |                                  | |
| 4728   | Avenida de Andalucía-Centro Comercial    | N13                                |                                  | |
| 1138   | Avenida de Andalucía-Avenida los Rosales | N13                                |                                  | |
| 1136   | San Fermín-Orcasur                       | N13 N401 N402                      | San Fermín-Orcasur               | |
| 1134   | Avenida de Andalucía-San Fermín          | N13 N15                            |                                  | |
| 5380   | Hospital 12 Octubre                      | N13 N401 N402                      | Hospital 12 de Octubre           | |
| 5702   | Avenida de Córdoba                       | N13                                |                                  | |
| 5703   | Almendrales                              | N13                                | Almendrales                      | |
| 5704   | Glorieta de Cádiz                        | N13 N401 N402                      |                                  | |
| 1125   | Legazpi-Matadero                         | N12                                | Legazpi                          | Líneas N12, N13 y N14 |
| 1123   | Casa del Reloj                           | N12                                |                                  | |
| 1934   | Jaime El Conquistador                    |                                    |                                  | |
| 1932   | Jaime El Conquistador-Embajadores        |                                    |                                  | |
| 1929   | Santa María de la Cabeza                 |                                    |                                  | |
| 1930   | Ferrocarril                              |                                    | Delicias                         | |
| 1184   | Metro Palos de la Frontera               | N801 N805 N807                     | Palos de la Frontera             | |
| 89     | Delicias-Atocha                          |                                    |                                  | NC1 NC2 |
| 82     | Prado-Atocha                             | N9 N10 N11 N12 N13 N15 N17 N25 N26 | Estación del Arte                | |
| 5511   | Museo del Prado-Jardín Botánico          | N9 N10 N11 N12 N13 N15 N17 N25 N26 |                                  | |
| 78     | Neptuno                                  | N9 N10 N11 N12 N13 N15 N17 N25 N26 |                                  | |
| 76     | BANCO DE ESPAÑA                          | N13                                | Banco de España                  | Líneas N1, N2, N3, N4, N5, N6, N7, N8, N9, N10, N11, N12, N13, N14, N15, N16, N17, N18, N19, N20, N21, N22, N23, N24, N25, N26 y Exprés Aeropuerto (N27) |

## Galería de imágenes

Mapa zonal de la estación de Almendrales con las líneas de autobuses que pasan por ella, entre las que se encuentra la línea N14.
Mapa zonal de la estación de Villaverde Alto con las líneas de autobuses que pasan por ella, entre las que se encuentra la línea N14.